# ريح (يريم)

تعديل مصدري - تعديل

ريح محلة تابعة لقرية الرعادي، التابعة لعزلة خودان بمديرية يريم إحدى مديريات محافظة إب في الجمهورية اليمنية.، بلغ تعداد سكانها 180 حسب تعداد اليمن لعام 2004.